# Estación Victoria (Chile)
Victoria es una estación de ferrocarriles ubicada en la comuna chilena de Victoria, en la Región de la Araucanía, que es parte de la Línea Troncal Sur. La estación se inauguró en 1890 como parte del ferrocarril entre la estación Collipulli y Victoria.
Actualmente entrega servicios al Tren Victoria-Temuco, siendo terminal del servicio desde 2005.

## Historia
El primer ferrocarril llega a la estación Victoria el 26 de octubre de 1890. Desde entonces ha operado como estación de pasajeros. La estación sirvió como impulso al desarrollo agrícola y social de la zona.
El 1 de diciembre de 2003 se inaugura el servicio Alameda-Temuco que tiene detención en esta estación. El 6 de diciembre de 2005 se inaugura el servicio Regional Victoria-Puerto Montt, sin embargo, el tren parte desde la Estación Temuco con dirección hacia el sur; solo hasta el 27 de marzo de 2006 el servicio parte desde Victoria.
Se inauguró también los Talleres Ferroviarios Victoria en la Antigua Casa de Máquinas de la ciudad. Desde el 2 de octubre de 2006 se inició el servicio Victoria-Gorbea.
Actualmente solo sirve en la estación el servicio Regional Victoria-Temuco.
En 2018 el presidente de EFE, Pedro Pablo Errázuriz, señaló que el proyecto ferroviario que una la estación Victoria con la Estación Gorbea se halla en una etapa avanzada de estudios.
Actualmente la estación realiza servicios de transporte de pasajeros para el Regional Victoria-Temuco; la estación, andenes y patio de maniobras se encuentran en buen estado. El edificio de la estación es utilizado para albergar pasajeros. Además cuenta con servicios para pasajeros, como un centro de atención de boletería.

## Infraestructura
Por los 100 años de la ciudad de Victoria, en 1980 se pinta en el hall principal de la estación el mural «Progreso de Victoria»; sin embargo, posteriormente el mural fue cubierto por pintura debido a remodelaciones y cambio de imagen del servicio.

### Arte
El 15 de enero de 2014 se inauguró el mural «Retratos Ferroviarios, Reconstruyendo un Espacio de Nuestro Patrimonio» de la artista local Paulina Castillo.

## Servicios

### Esporádicos
- Tren Alameda-Temuco

### Turísticos
- Tren de la Araucanía